# Драгия Ненов (поп Димитър)
Драгия Ненов, или поп Димитър, е български просветен деец, духовник, краевед от ХІХ век.
Роден е на 26 март 1826 г. в Бяла черква (тогава Мурад бей кьой), умира около 1863 г. Произхожда от белочерковския род Долапчиевци. Баща му Нено Стоянов е починал преди 1849 г. Чичо му Балю Стоянов е основоположник на клон на рода, който след средата на ХIХ в. започва да носи неговото име – Балевци. Това е причината на Драгия Ненов понякога да се приписва погрешното фамилно име Балевски.
Драгия Ненов получава сериозно за времето си образование, вероятно в манастира „Св. Троица“ край Търново. На 25 януари 1843 г. се жени за Боца Драгиева, единствено дете на първия свещеник в Бяла черква поп Драгия Попов. Съвпадението в личните имена на тъста и зетя по-късно пораждат големи недоразумения сред краеведите и историците.
Между 1843 и 1844 г. Драгия Ненов е учител в килийното училище в Бяла черква. На 22 април 1843 г. младият даскал завършва преписа на Паисиевата „История славянобългарска“, станал по-късно известен като Белочерковски или Горнотурченски. По-късно върху празните страници на преписа и форзаците Драгия Ненов записва важни събития от собствения си живот и този в околността.
Раждат му се 5 дъщери, от които жива остава само Теодора. През 1853 г. му се ражда единственият син Алекса, загинал през 1876 г. в Дряновския манастир. Така родът на Драгия Ненов по мъжка линия се прекъсва.
През 1845 г. Драгия Ненов се запопва в Бяла черква. Там все още свещенодейства неговият тъст със същото лично име и за да се различават, младият свещеник приема духовното име поп Димитър. През 1849 г. поп Димитър прави опис на всички български семейства (родове) в Бяла черква и така съставя най-ранното известно писмено селищно родословие в България. В него са описани всички 107 белочерковски рода, населявали Бяла черква към 1849 г.
През 1870 г. синът му Алекса Попдимитров подарява на читалището в Бяла черква голяма част от бащината библиотека, включително преписа на Паисиевата история и тетрадката с Родословието. Така Родословието е запазено за поколенията и се превръща в отправна точка за развитие на родословната информация за белочерковските родове от втората половина на ХVIII в. до днешни дни. В родословието поп Димитър записва собственоръчно светското си име в рода на Долапчиевци като „кардаши олу Драгие Нено“ (братов син Драгия Ненов). Този запис, скрит зад турското роднинско название, дълго време остава незабелязан от краеведите и историците.
Неяснотата около името, рода и наследниците на Драгия Ненов (поп Димитър) е разкрита едва след като е отпечатано луксозното „Родословие на Бяла черква (1720-1920)“. Там в специално приложение е направен пълен анализ на досегашните погрешни представи за личността на Драгия Ненов и изобщо за първите свещеници, служили в Бяла черква от 1832 до 1876 г. Няколко години след отпечатване на Родословието на Бяла черква, недобросъвестни автори все още продължават да стоят на напълно погрешните позиции, че Драгия Ненов е роден в съседното село Вишовград. Всъщност заблуждението се поражда от факта, че там е роден неговия тъст, поп Драгия Попов.